# David Larible

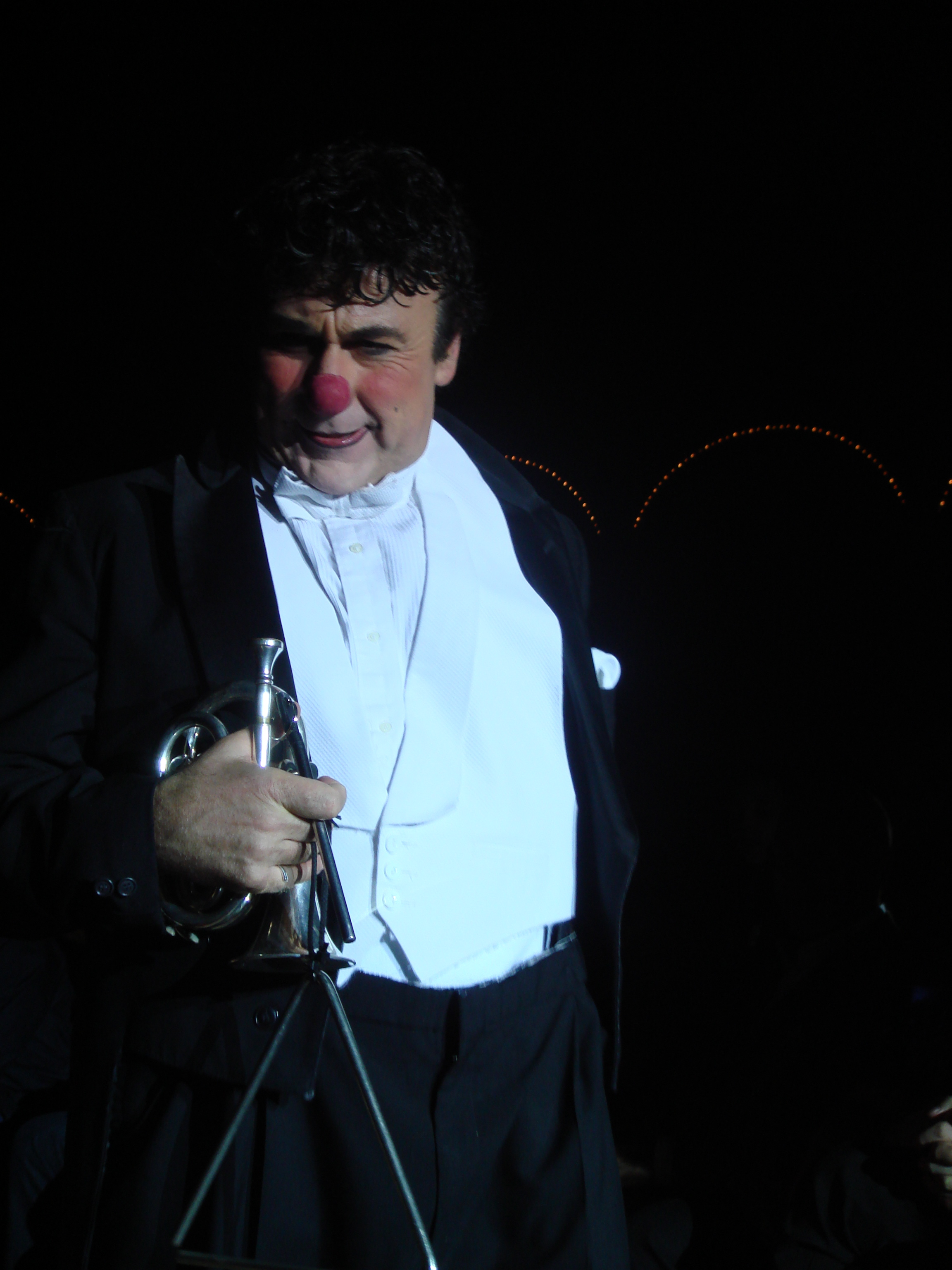
Der italienische Clown David Larible als „Maestro Mortale“.

David Larible (* 23. Juni 1957 in Verona) ist ein italienischer Clown.

## Leben

### Familie
Die Familie Larible kommt ursprünglich aus Frankreich. David Larible blickt auf sechs Generationen von Artisten zurück. Es bestehen verwandtschaftliche Bindungen mit zahlreichen anderen europäischen Zirkusfamilien. Sein Urgroßvater Pierre Larible war Akrobat und Tänzer, der Großvater Clown.
Laribles Vater ist der ehemalige Trapezkünstler und Jongleur Eugenio Larible, der später an der Zirkusschule von Verona unterrichtete und im Jahr 2017 verstarb. Die Mutter Lucina Casartelli (1931–2003) war Zirkuskind und Artistin wie ihr Mann.
David Larible hat drei Schwestern: die Artistin Eliana Larible-Paul, verheiratet mit Bernhard Paul, Cinzia Larible-Gerard und die Trapezkünstlerin Vivien, verheiratet mit Noè España von der Ikarier-Truppe Flying Españas. Larible ist seit 1982 mit der (damals noch aktiven) mexikanischen Trapezkünstlerin America Olvera Jimenez verheiratet. Das Paar hat zwei Kinder – die Tochter Shirley (* 1989) und den Sohn David Pierre („Dede“, * 1997). Shirley tritt bei Roncalli auf, der Sohn ist ebenfalls Artist und Weltrekordhalter im Jonglieren mit zehn Ringen gleichzeitig.

### Kindheit und Jugend
Larible wuchs in Verona und in verschiedenen Zirkussen auf. Neben seiner Muttersprache Italienisch spricht David Larible fließend Französisch, Spanisch, Portugiesisch, Englisch und Deutsch.
In Interviews erzählt er gerne, er hätte als Achtjähriger beschlossen, Clown zu werden. Sein Vater sei darüber nicht sehr glücklich gewesen, er hatte sich gewünscht, dass sein Sohn Trapezkünstler wird wie er. Doch schließlich wäre er einverstanden gewesen und hätte den Sohn gleichermaßen gefördert wie gefordert.

### Karriere

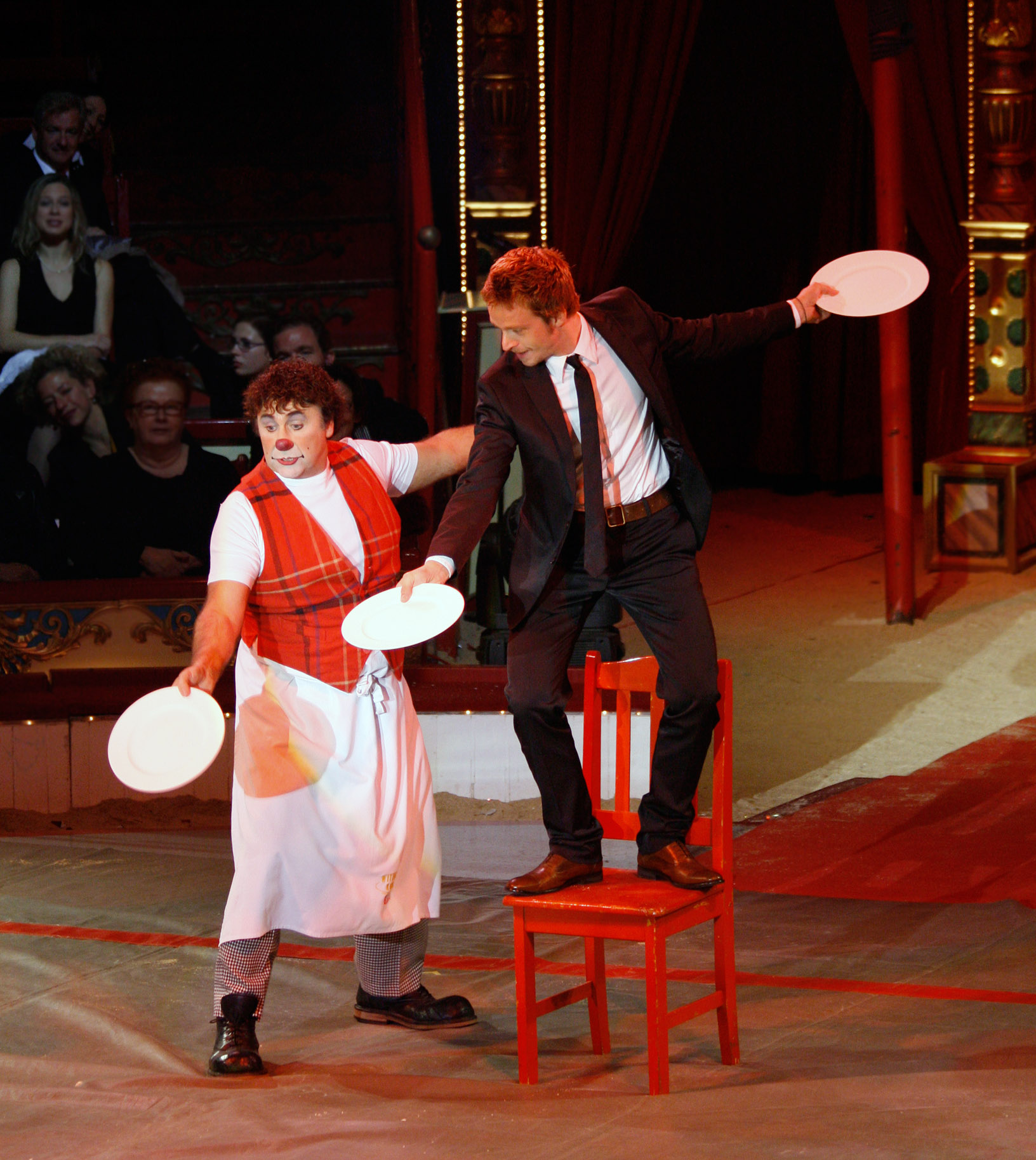
Larible mit dem Circus Roncalli (Wien 2009)

In seiner Kindheit wurde David Larible von seinem Vater Eugenio in Akrobatik und Jonglage unterrichtet. 1968 begann er mit einer Ausbildung am Musikkonservatorium in Verona. Seinen ersten offiziellen Auftritt in der Manege absolvierte er 1973 im Circus Medrano seines Onkels, wo er mit seiner Familie in einer Rollschuhnummer auftrat.
In den 1970er Jahren folgten Engagements im Schweizer Circus Nock und im französischen Circus Bouglione. Als Laribles Eltern Anfang der 1980er Jahre im Circus Krone engagiert waren, bat ihn die damalige Circus-Direktorin Frieda Sembach-Krone, für einen Clown einzuspringen. Er nutzte die Chance und baute die anfangs kleine Nummer immer weiter aus.
Weitere Engagements folgten. Nach einem dreijährigen Gastspiel beim italienischen Circus Cesar Togni kehrte Larible nach München in den Circus Krone zurück, wo er bis 1989 blieb. In diesem Zeitraum produzierte das ZDF mit ihm die Fernsehserie Circus – Tiere, Clowns und Akrobaten (u. a. präsentiert von Freddy Quinn). Einige Male sah man ihn im Rahmen der Stars in der Manege. In den 1980er Jahren begann er, in seine Nummern das Publikum mit einzubeziehen – bis heute blieb das eines seiner Markenzeichen.
1989 verließ Larible Deutschland und kam über Gastspiele in England und Mexiko 1991 zum größten und wohl berühmtesten Circus der USA – Ringling Bros. and Barnum & Bailey Circus. Von 1993 bis 2005 hatte er dort ein fixes Engagement und entwickelte sich zur Hauptattraktion. Die Zeit in den USA war geprägt durch harte Arbeit – Larible sagt, er habe keinen Tag gefehlt, auch wenn er krank war, trat er auf. Andererseits entwickelte er in diesen Jahren weitere Markenzeichen, erfand neue Nummern und perfektionierte seine Performance. Gemeinsam mit dem Ringling-Eigentümer Kenneth Feld entwickelte Larible Barnum’s Kaleidoscape, ein für die USA neues Circus-Konzept.
Larible hatte einen kurzen Auftritt in Seinfeld (Folge The Gymnast) 1994, sowie im Film Ocean’s Eleven von 2001. 2005 kehrte Larible nach Europa zurück. Seit 2006 war er im Circus Roncalli engagiert, was er zum Saisonende 2012 beendete, um mit einem Soloprogramm durch die ganze Welt zu reisen.

### Gerichtsverfahren
Sein Engagement beim Weltweihnachtscircus in Stuttgart im Dezember 2016 wurde kurzfristig abgesetzt, nachdem in der Schweiz gegen ihn Vorwürfe wegen sexuellen Handlungen mit Minderjährigen laut geworden waren. Larible wurde im August 2017 in erster Instanz wegen „sexueller Handlungen mit einem Kind“ verurteilt. Das Bezirksgericht Zürich befand ihn schuldig, einem 14-jährigen Mädchen in seinem Hotelzimmer in Zürich drei Zungenküsse gegeben zu haben, es am Rücken und Taille gestreichelt und es aufs Décolleté geküsst zu haben. Nebst einer bedingten Geldstrafe erhielt Larible einen 5-jährigen Landesverweis. Er bestritt die Vorwürfe und kündigte Berufung gegen das Urteil an. Im August 2018 zog Larible die Berufung größtenteils zurück, sie betrifft nur noch die Landesverweisung und die Kostenfolge, aber nicht mehr die Schuldfrage.

## Leistungen

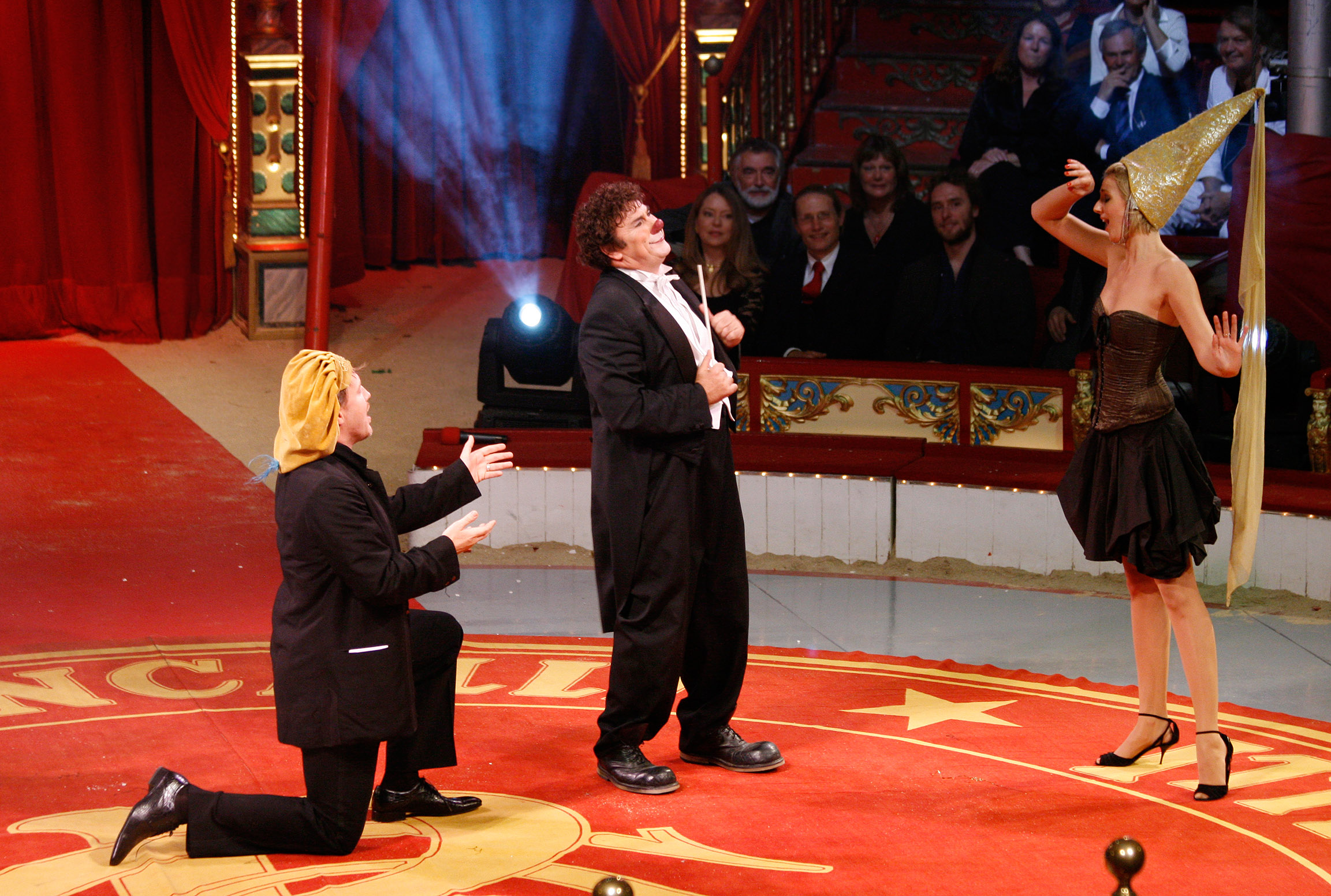
Larible mit dem Circus Roncalli (Wien 2009)

David Larible tritt als klassischer „dummer August“ auf. Aufgrund seiner unterschiedlichen Ausbildungen verfügt er über ein Repertoire als Tänzer, Sänger, Musiker und Jongleur, zudem wurde er auch durch die Klassische Musik, die Oper und das Ballett inspiriert. Zu seinen Spezialitäten gehört es, direkt mit dem Publikum Kontakt aufzunehmen und Zuschauer in seine Handlungen einzubeziehen. Als Vorbilder nennt Larible Charlie Chaplin, Charlie Rivel und Grock, auch setzt er von Chaplin komponierte Musik in seinen Vorstellungen ein.

## Auszeichnungen und Preise
- 1988: Silberner Clown und des Preis der Junior Jury im Rahmen des Internationalen Circusfestivals in Monte Carlo
- 1994: Circus Ring in Platin beim Internationalen Circusfestival in Genua
- 1999: Goldener Clown beim Internationalen Circusfestival in Monte Carlo
- 1999: Golden Lion Award für herausragende künstlerische Leistungen, verliehen beim siebten China WuQiao International Circus Festival (中国吴桥国际杂技艺术节) in Shijiazhuang als erster Nicht-Chinese[10]